# Faro de Anorisaki
El Faro de Anorisaki (en japonés: 安乗埼灯台) es un faro situado en la parte superior de la península de Shima en la ciudad de Shima, en Japón. 
El faro Anorisaki fue diseñado y construido por el ingeniero británico Richard Henry Brunton, y fue encendido el 1 de abril de 1873. Es de destacar el hecho de que es el primer faro en Japón en utilizar una lente de rotación Fresnel. La estructura octagonal fue construida de madera Zelkova serrata, y tenía una altura total de 10,6 metros. Brunton construyó un total de 25 faros en Japón desde el extremo norte de Hokkaido hasta el sur de Kyūshū durante su carrera en Japón, cada uno con un diseño diferente. Aunque el Faro Anorisaki fue el número 20 de los 25 construidos por Brunton, era el más antiguo, con una construcción de madera.